# M24 SWS
M24 SWS（Sniper Weapon System）は、レミントン・アームズ社製のボルトアクション狙撃銃と光学照準器などのオプションで構成される狙撃システムである。1988年にアメリカ陸軍に制式採用された。アメリカ陸軍をはじめ、世界中の軍や警察で採用されている。

## 概要
M24 SWSは銃単体（M24）だけではなく、附属装備品を含めての提供となるため『Sniper Weapon System』と呼ばれる。
M24は、スポーツ射撃用M700 ライフル（レミントン・モデル700）ロングアクション（300Win Magの使用を想定したため）を基にH-Sプレシジョン社製のグラスファイバーストック、リューポルド社製の光学照準器を装備し、アルミ製だったトリガーガードをダコタ・アームズ社タイプのスチール製に交換するなどの変更が加えられている。
レシーバー側面と銃身先端上面にはレッドフィールド製競技用照準器（ピープサイト）用のベースが取り付けられている。
初期モデル標準のスコープは、リューポルド社のウルトラM3 10x40mm（10倍率固定、レンズ直径40mm）、ウルトラM3A 10x40mm。陸上自衛隊仕様のM24ではリューポルドMark4 M3。M24A2からは照準線の発光するイルミネート・レティクル機能を備えたMk.4 LR/T M3 3.5-10x40mm（3.5-10倍の間で調節、レンズ直径40mm）が採用され、M24もこれに倣った。M24A3は、より長距離に対応させるため、高倍率かつ細かいスコープの調整が可能なイルミネート機能つきMark4 LR/T M1 8.5-25x50mmを使用する。
バイポッドは、ハリス製BRM-S伸縮式バイポッド。
銃本体とスコープやクリーニングキットなどの携行品はパラシュートでの投下に耐えられるペリカンプロダクツ社製のハードケースに収められ提供される。
イラク戦争においてM24などのボルトアクション式ライフルは、待ち伏せへの反撃や対戦車ミサイル射手の排除に効果を発揮したが、連続的な射撃による牽制などが行えない点が交戦距離の短い近接戦闘が多発する市街戦に向かないとされた。
アメリカ陸軍は、M24の後継としてナイツアーマメント社が提示したSR-M110 SASSをM110 SASS（セミ・オートマチック・スナイパー・システム）の名称で2008年に制式採用した。しかし米陸軍は、M110採用後もM24 SWSを継続して購入、使用しており、レミントン製M24A2やM24E1 ESRへのアップグレードを行っている（2010年にM24E1 ESRを「XM2010」の名称でテストを実施、制式ボルトアクション狙撃銃として採用）。
現状のところ、交戦距離の短い近接戦闘が多発する市街戦などにおける狙撃に関しセミ・オートマチックのM110（口径.308Win）を運用し、M110では対応できない長距離精密狙撃用にボルトアクション式のM24E1 ESR（口径.300Win Mag）、M24A3（口径.338Lapua Mag）を継続運用している。
なお、2021年予算においてアメリカ陸軍およびアメリカ海兵隊は、口径.338Norma Magを使用するMk 22 ASR (バレットMRAD)を今後の正式なボルトアクション方式狙撃銃として予算申請している。 

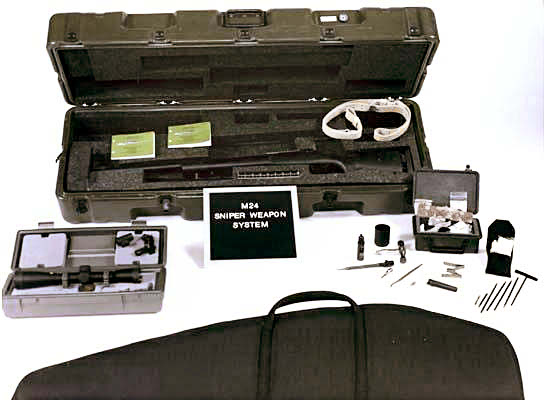
ハードケースと携行品一式
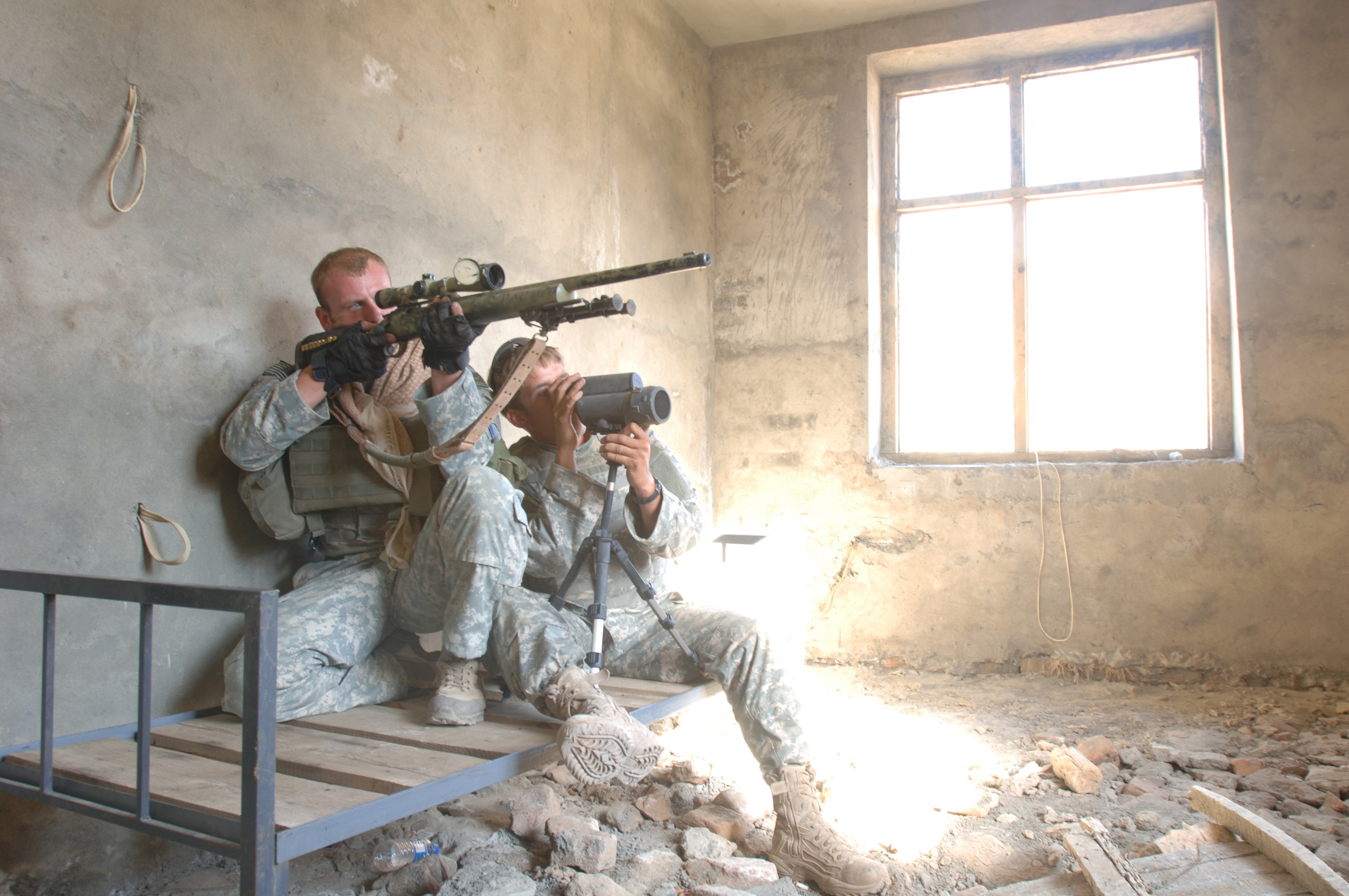
M24を使用するアメリカ陸軍の狙撃手
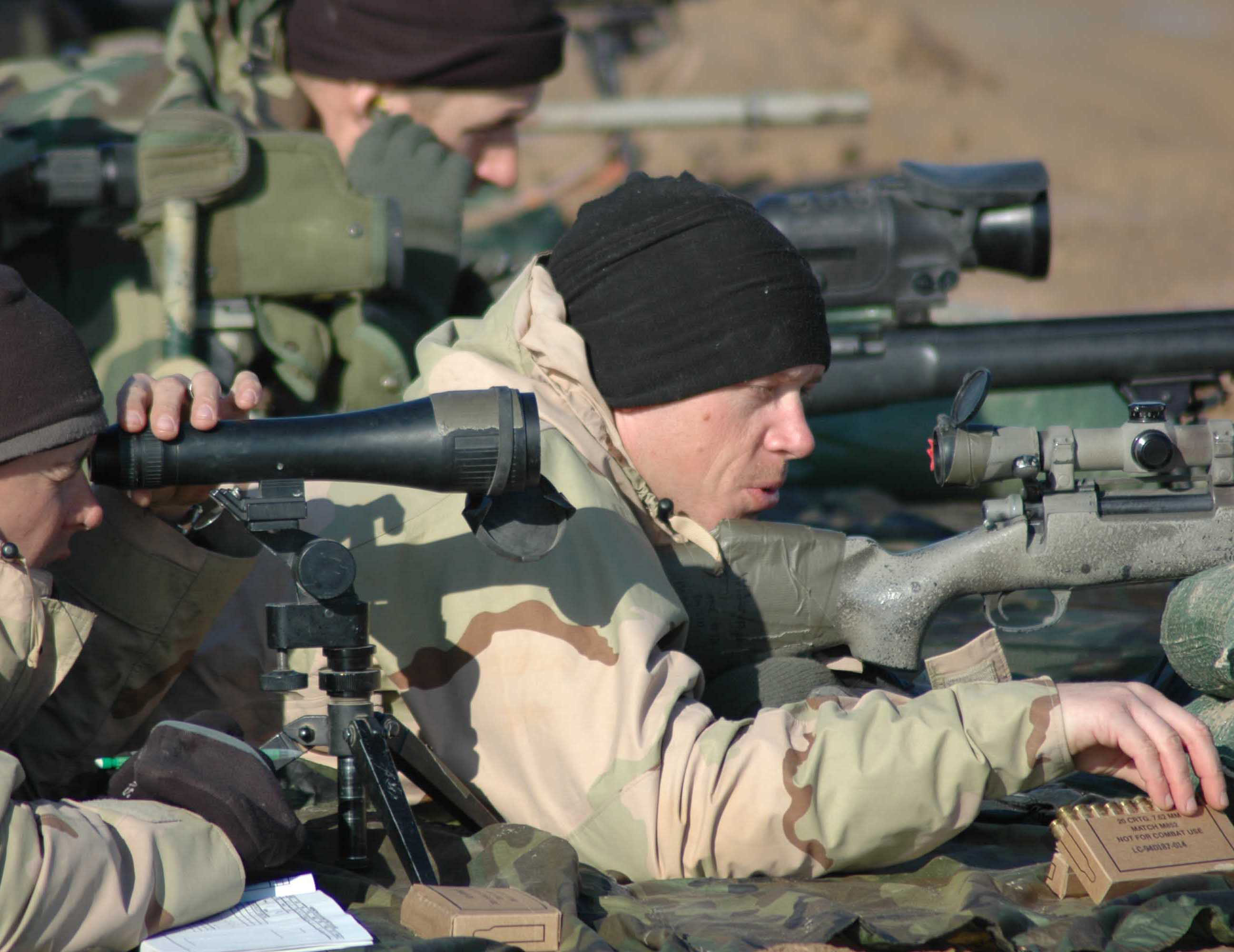
M24を使用するアーカンソー州兵の狙撃手
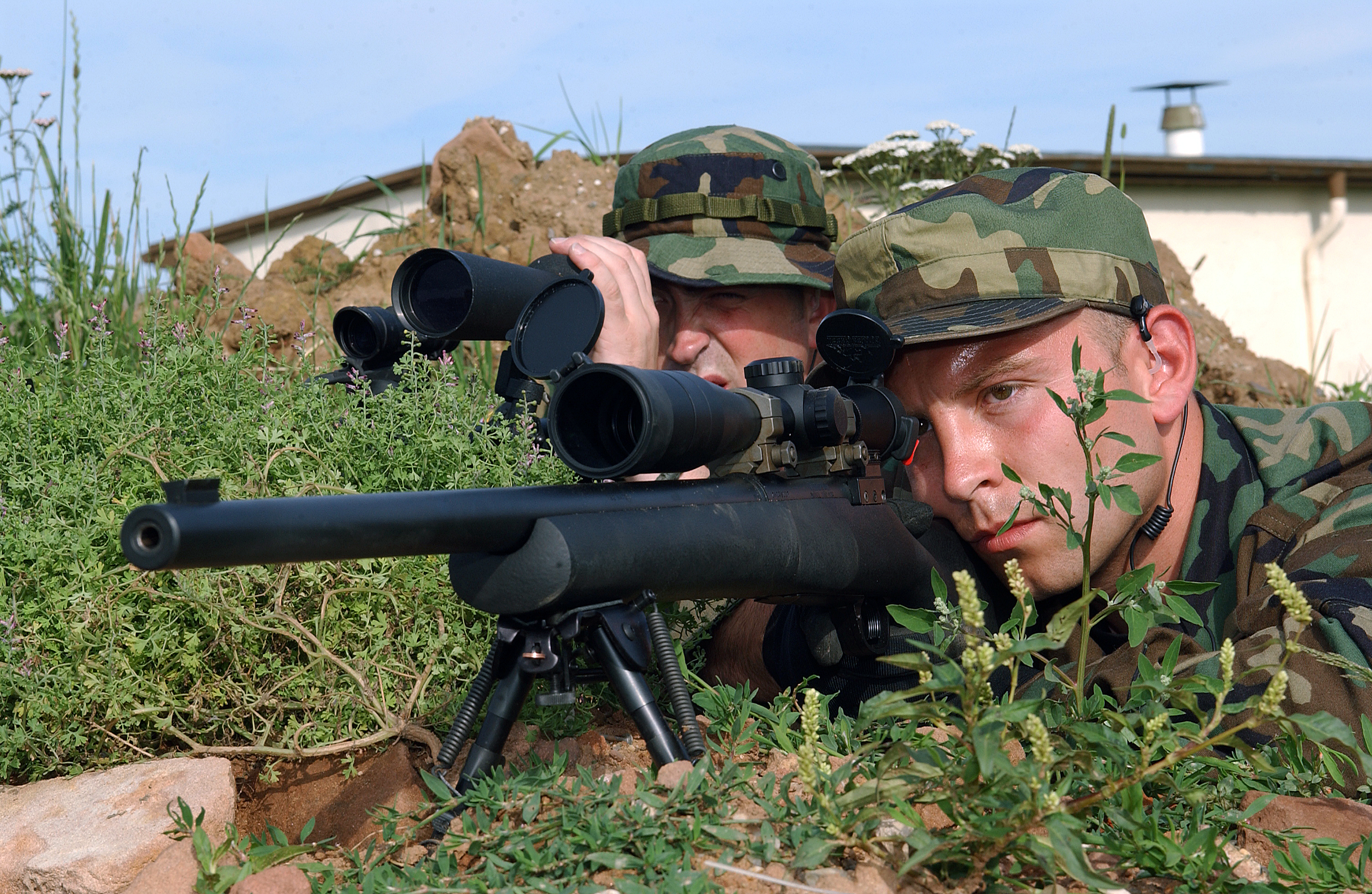
M24を使用するアメリカ空軍の狙撃手

|          | SV-98                                   | SR-25                                       | M24                  | FR F2                | Arctic Warfare             | SVD                                                         |
| -------- | --------------------------------------- | ------------------------------------------- | -------------------- | -------------------- | -------------------------- | ----------------------------------------------------------- |
| 画像     |                                         |                                             |                      |                      |                            |                                                             |
| 使用弾薬 | 7.62x54mmR弾 7.62x51mm弾 8.58×70mm弾 等 | 7.62x51mm弾                                 | 7.62x51mm弾          | 7.62x51mm弾          | 7.62x51mm弾 8.58×70mm弾 等 | 7.62x54mmR弾                                                |
| 装弾数   | 10発                                    | 5 - 20発                                    | 5発 / 10発           | 10発                 | 5 - 10発                   | 10発                                                        |
| 銃身長   | 650 mm                                  | 508 mm / 609 mm                             | 610 mm               | 650 mm               | 660 mm                     | 620 mm                                                      |
| 全長     | 1,270 mm                                | 1,118 mm                                    | 1,092 mm             | 1,200 mm             | 1,180 mm                   | 1,225 mm                                                    |
| 重量     | 6,200 g                                 | 4,810 g （競技仕様）                        | 4,400 g              | 5,100 g              | 6,500 g                    | 4,310 g                                                     |
| 射程     | 1,000 m                                 | 600 m                                       | 800 m 1,500 m        | 800 m                | 800 m 1,500 m              | 800 m                                                       |
| 作動方式 | ボルトアクション方式                    | 作動:ストーナー方式 閉鎖:ロータリーボルト式 | ボルトアクション方式 | ボルトアクション方式 | ボルトアクション方式       | 作動:ショートストロークピストン式 閉鎖:ターンロックボルト式 |

## バリエーション

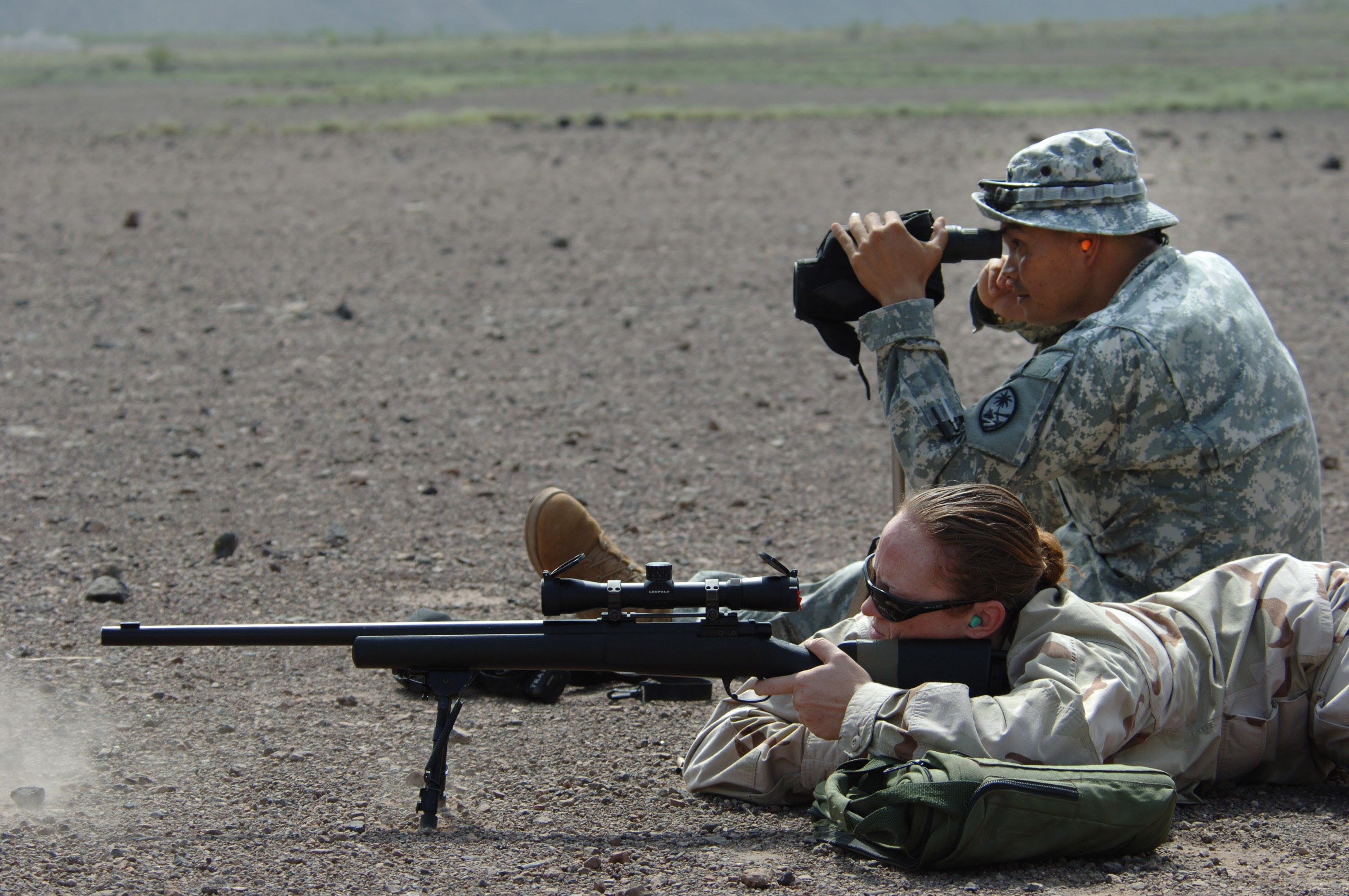
基本型のM24を撃つ狙撃手と観測手

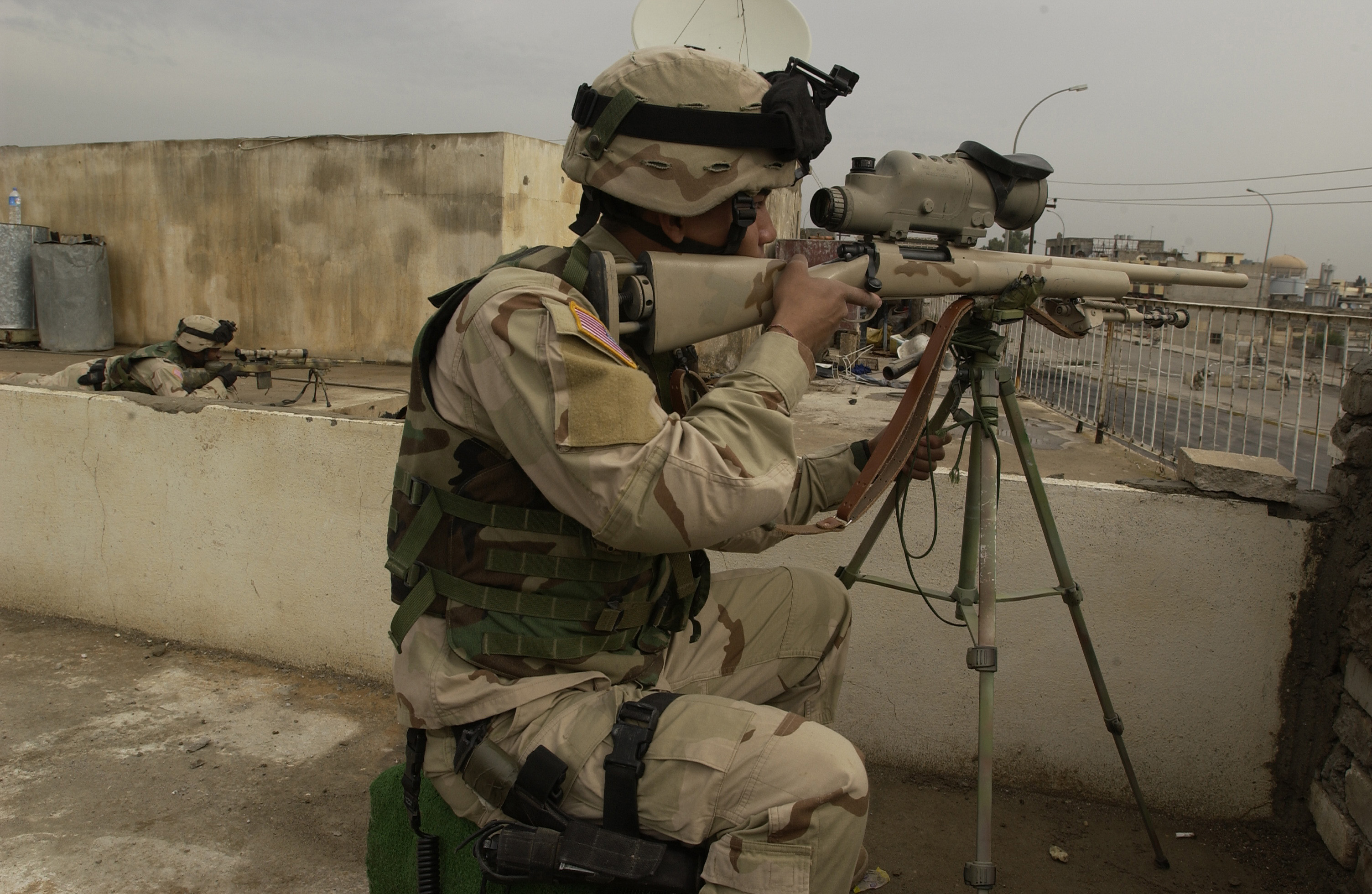
三脚を使用し、AN/PVS-10昼夜両用スコープを取り付けたM24を構えるアメリカ兵

### M24
基本型。アメリカ陸軍の狙撃手が現在も使用している他、日本の陸上自衛隊でも採用されている。銃床はH-SプレシジョンのPST-011。狙撃用としては標準的な.308ウィンチェスター弾が5発装填できるインナーボックスマガジンを備える。
マウントレールは20mm幅だがピカティニー規格ではない。

### XM24A1
.308ウィンチェスターよりも弾道特性に優れた.300ウィンチェスター・マグナムを使用する試作モデル。試験時にミスファイアを連発したことで不採用となった。

### M24A2
改良型。アメリカ陸軍でM24と併用されている。陸上自衛隊でも2020年度の富士総合火力演習で配備が確認された。M24からの変更点はインナーボックスマガジンから10発装填のデタッチャブルボックスマガジンに変更、ストックもバットプレート近辺の全長とチークピースの全高を調節可能で、バーティカルタイプのグリップを持つH-SプレシジョンPST-026 アジャスタブル・ストックに換装している。
マウントレールはMARS（Modular Accessory Rail System）と呼ばれる一体成型のもので、従来のエジェクションポート上に置かれるレールを20mmピカティニー規格に変更しただけでなく、その前方にナイトビジョン、サーマルビジョン用レールが一箇所、左右にレーザー照準器用レールが一箇所ずつ、合計三ヶ所のレールが増設された。
後にバレルも、半ばまでを覆うOPS社のサプレッサー（陸上自衛隊では減音器と呼称）を備えたものに交換されていった。

### M24A3
M24A2をベースに、A2と同じH-Sプレシジョン製PST-026 アジャスタブル・ストック、またはイギリスのAW ライフルと同形状のAccuracy international製 A.I.C.S.シャーシストックを搭載し、.300ウィンチェスター・マグナムよりも更に長距離を狙撃可能な.338ラプア・マグナム弾を使用する。27インチのバレルを使用する。
M24A2同様、MARSまたはBadger ordnance製IMUNS(Integral mount universal night sight)、OPS サプレッサーを装備する。

### M24E1 ESR（XM2010）

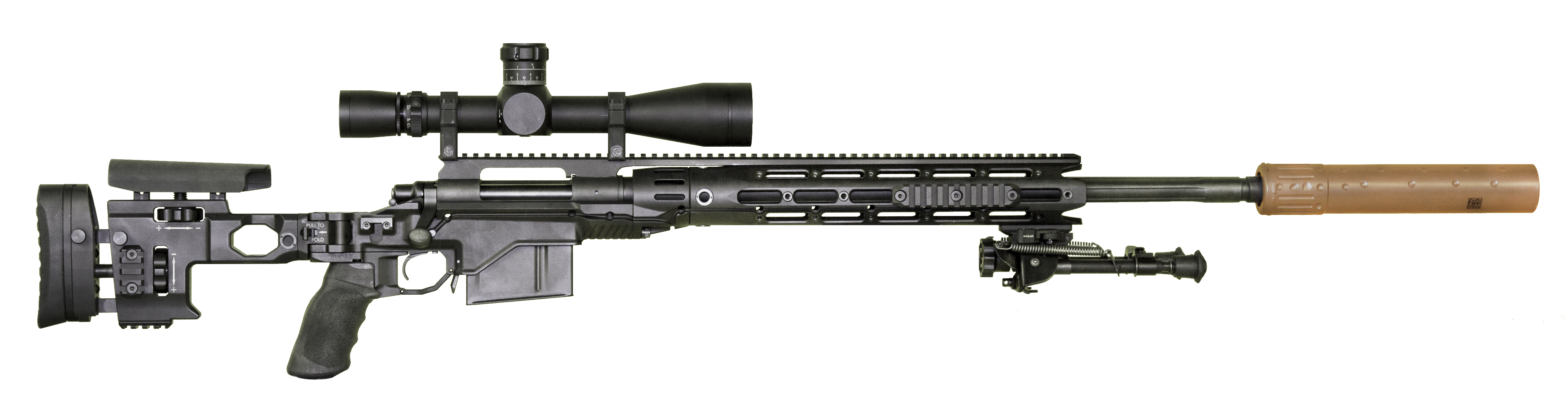
XM2010

M24 SWSをベースに、使用弾を7.62mm NATO弾から.300ウィンチェスターマグナムとし、ストック/シャーシをレミントン社のMSRと同様のRACS(Remington arms chassis system)に交換し、10inch(254 mm)で1回転の5条右回りのライフリングを持つ24インチ(610 mm)銃身に変更したもの。
RACSはレミントンディフェンス社がカナダのCadex defenceと共同開発したモジュラーシャーシシステムで銃身が根本の機関部接続部以外はどの部品とも接触しない“フリーフローティング”方式となっており、フォアエンドは上面全面にピカティニー・レールを、その他下/左/右面および左右斜め上/下面の計7面にショートレールの取り付け穴が備えられた八角形断面のスケルトンタイプで、銃把が独立したピストルグリップとなり、銃床部を側面に折り畳むことができるものになった。銃床はバットプレートおよびチークパットの調整が可能で、左右側面および下面にはショートレールを備える。
スコープはLeupold Mark 4 6.5-20x50mm ER/T FFPとなりホーラス社のH58レティクルを備える。
マズルブレーキはAAC社のTiTan QDサプレッサーに対応したものが採用された。
レミントン社からMSRとして発表されているものとは別物で、MSRは、7.62mm NATO弾、.300ウィンチェスターマグナム弾、.338ラプア・マグナム弾などに対応し、数分の作業で各種銃身と口径の変換が可能な様に新設計のレシーバーと機関部を採用しているが、M24E1 ESRはM24 SWSのレシーバーと機関部にレミントン700ロングアクション互換のRACSを組み合わせたもので、口径変換機能はない。
アメリカ陸軍は2010年に制式採用し、2011年に既存のM24を完全に代替することを決定、2014年4月までに2,558丁のM24E1 ESRが納入された。

## 陸上自衛隊での配備

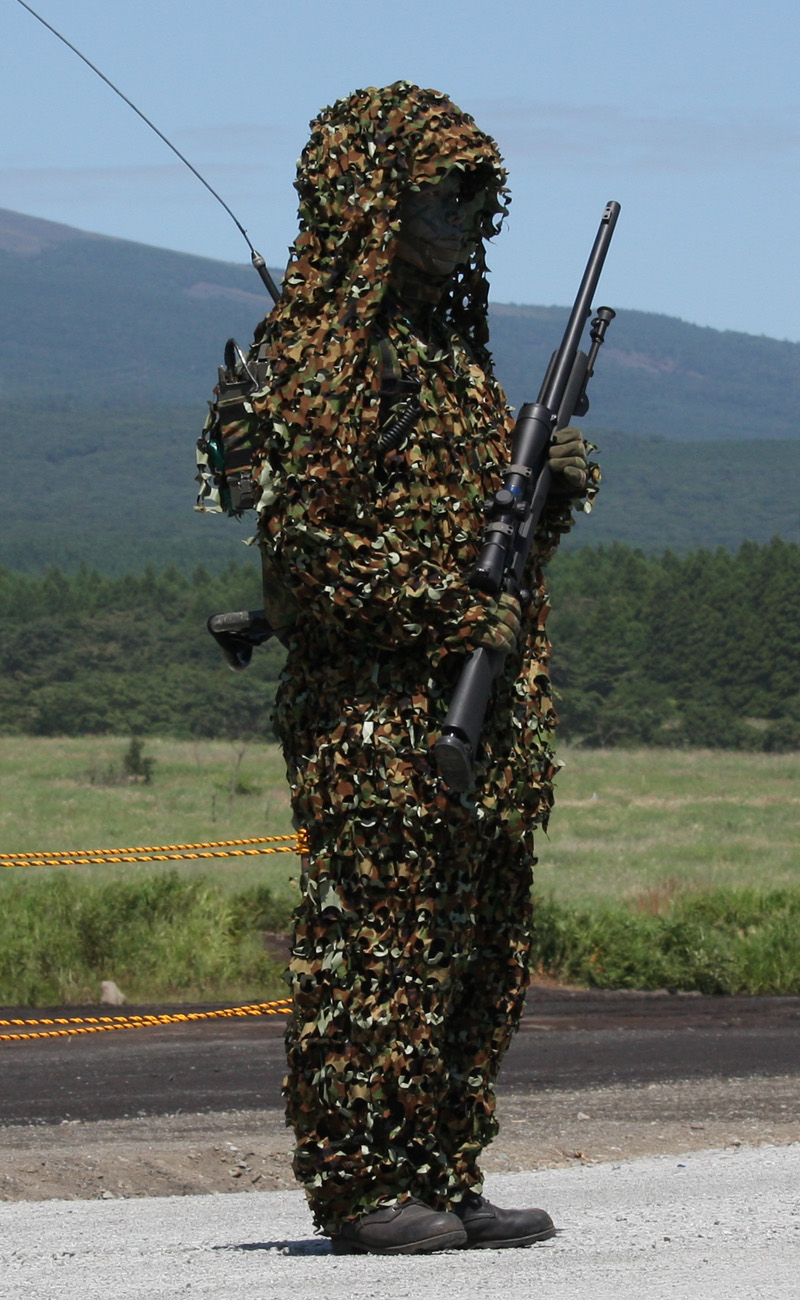
ギリースーツと対人狙撃銃を装備した陸上自衛隊の狙撃手

日本の陸上自衛隊では、64式7.62mm小銃に照準眼鏡（スコープ）を取り付けて狙撃銃として使用してきたが、本格的な狙撃専用銃に比べて有効射程や命中精度などが劣ることや、64式小銃が89式小銃に更新され減数となっていることから、狙撃専用銃器としてM24を対人狙撃銃の名称で導入した。
調達は2002年（平成14年）度から全て対外有償軍事援助（FMS）により行われている。照準眼鏡はMk.4 LR/T M3と夜間用（近距離照準用暗視装置 三菱電機製造）の2種類。
| 予算計上年度         | 調達数  |
| -------------------- | ------- |
| 平成14年度（2002年） | 64丁    |
| 平成15年度（2003年） | 62丁    |
| 平成16年度（2004年） | 72丁    |
| 平成17年度（2005年） | 157丁   |
| 平成18年度（2006年） | 164丁   |
| 平成19年度（2007年） | 133丁   |
| 平成20年度（2008年） | 111丁   |
| 平成21年度（2009年） | 159丁   |
| 平成22年度（2010年） | 105丁   |
| 平成23年度（2011年） | 91丁    |
| 平成24年度（2012年） | 49丁    |
| 平成25年度（2013年） | 75丁    |
| 平成26年度（2014年） | 50丁    |
| 平成27年度（2015年） | 0丁     |
| 平成28年度（2016年） | 0丁     |
| 平成29年度（2017年） | 6丁     |
| 平成30年度（2018年） | 6丁     |
| 合計                 | 1,304丁 |

陸上自衛隊の狙撃手は、全国の普通科連隊に創設された狙撃班（定員6名）に配属されており、単独もしくは観測手と2人1組での行動が基本となっている。狙撃手、観測手ともに、ギリースーツを含む隠密行動用戦闘装着セットが支給されており、森林など偽装が必要な場所で活動する際はこれを着用する。
特殊作戦群や中央即応連隊、西部方面普通科連隊、対馬警備隊等で迷彩塗装を施して使用されるようになり、現在では全国の部隊でも塗装が行われるようになっている。
富士総合火力演習には2008年（平成20年）度から登場しており、2009年（平成21年）度の展示では500m先を走行中と想定した模擬車両の窓にある標的を狙撃した。2020年（令和2年）度には新たにM24A2が登場し、従来型の対人狙撃銃と共に狙撃を行った。
導入に合わせ射撃競技会でも『対人狙撃銃の部』が設けられた。

狙撃訓練中の陸上自衛官
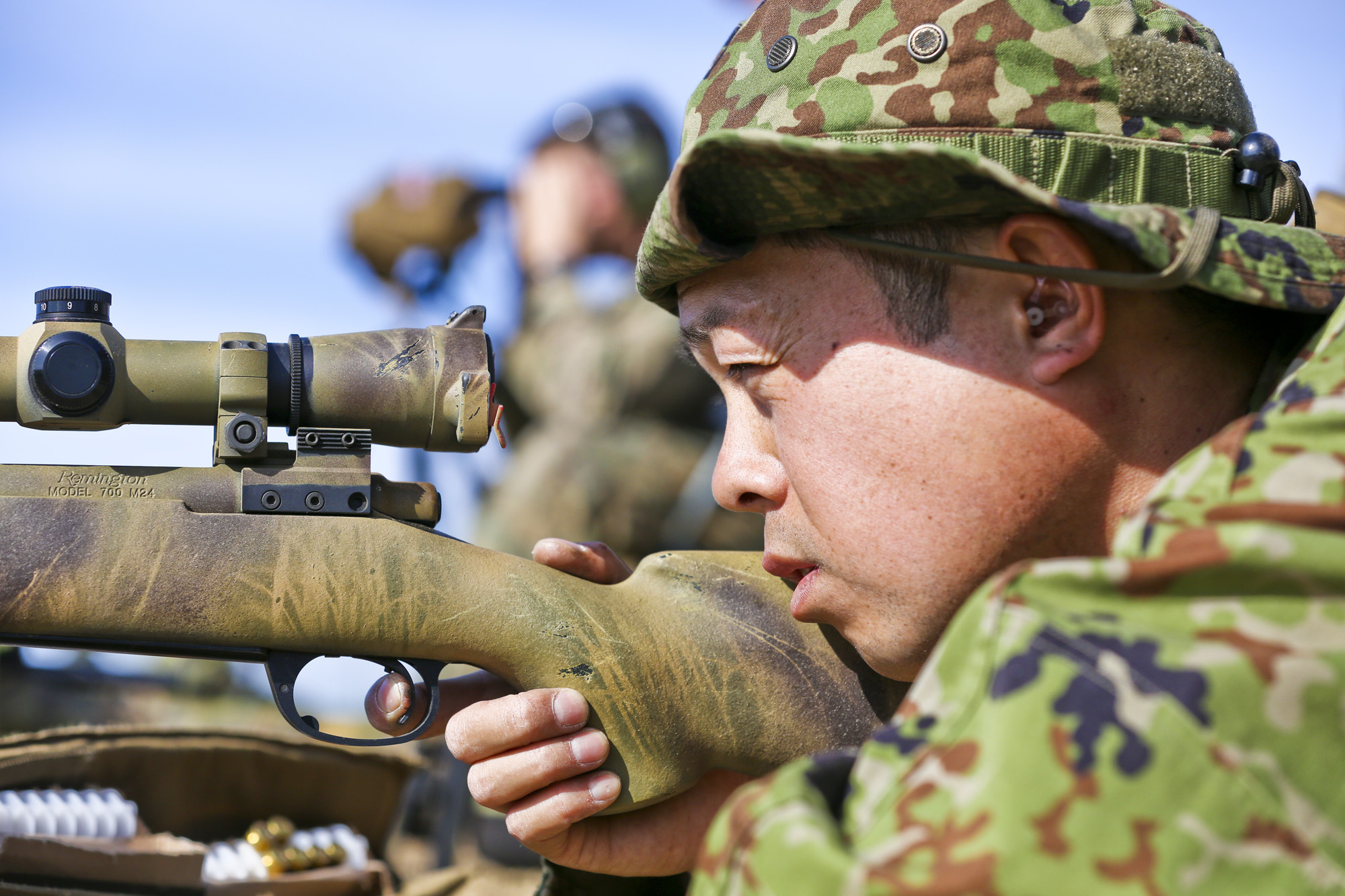
迷彩塗装を施した対人狙撃銃
三脚を立てた対人狙撃銃を構える陸上自衛隊の狙撃手。ギリースーツで全身を覆い、対人狙撃銃にも迷彩塗装を施している。

## 採用国
- アフガニスタン
- ブラジル
- ジョージア
- ハンガリー
- メキシコ
- イスラエル
- 日本
- 中華民国（台湾）
- レバノン
- アメリカ合衆国

## 登場作品

### 映画・テレビドラマ
『24 -TWENTY FOUR-』
シーズンIIにCTU強襲部隊の装備として登場。
『28週後...』
デルタフォース隊員が、凶暴化ウイルスの感染者たちに対して使用する。
『SP〜警視庁警護課』
SAT狙撃班の装備として登場。
『亜人』
対SAT戦で田中が使用。ビルの屋上からSAT隊員を狙撃する。
『ザ・ウォール』
シェイン・マシューズ2等軍曹と、アレン・アイザック軍曹が使用する。
『戦国自衛隊・関ヶ原の戦い』
戦国時代へタイムスリップした自衛隊の装備として登場。主人公の1人である嶋村二尉が、徳川家康を暗殺するために使用する。
『宣戦布告』
SATの装備として登場。敦賀半島に侵入した北東人民共和国特殊部隊に対して使用されかけるが、直前に射殺許可が取り消されたため先に射撃することができず、特殊部隊のRPG-7発射を許してしまう。

### アニメ・漫画
『Angel Beats!』
大山が使用する。
『グリザイアの楽園』
第1話で子供時代の雄二が使用。
『マジンボーン』
アニメ版にメルボルンボーン研究所警備員の装備として登場。第40話と第49話にて使用される。
『名探偵コナン』
黒ずくめの組織のメンバーであるコルンが使用する。また、漫画版ではジンとキャンティも使用することがある。
『ヨルムンガンド』
レーム愛用の狙撃銃として登場。
『ルパン三世VS名探偵コナン THE MOVIE』
ルパン三世襲来に備えて東都銀行を警備する警察の狙撃班が装備している。

### 小説
『越境』
砂川文次の小説。「M24狙撃銃」の名称で山縣（ヤマガタ）の装備として登場。もとは劇中で10年前のロシア軍による北海道侵攻時、陸曹だった山縣が所属していた第6普通科連隊本部情報小隊の装備だったが、停戦後に第6連隊を離脱した山縣が狩猟道具や武器として使用している。
『ゲート 自衛隊 彼の地にて、斯く戦えり』
異世界へ派遣された自衛隊の装備として登場。見張りをする帝国軍兵士たちを排除するために使用される。
『処刑の日』
犯人が嘉手納の米軍基地から盗み出し、首都高速道路上での殺人などに使用する。
『図書館戦争』
自衛隊からの払い下げ品を、図書特殊部隊の狙撃手が使用。アニメ版と実写映画でも使用されるが、漫画版では照準器が装着された89式5.56mm小銃が使用されている為、登場しない。
『日本国召喚』
外伝2巻に登場。グラメウス大陸への先遣調査に派遣される陸上自衛隊が魔物対策に持ち込む火器のひとつとしてC-2輸送機に積載する。しかし作中で使用される描写はない。
『ブラックブレット』
第6巻にて、主人公の里見蓮太郎が一時的に使用する。
『ルーントルーパーズ 自衛隊漂流戦記』
異世界へ飛ばされた自衛隊の装備として登場。主要人物の1人であり狙撃手の市之瀬二士が使用する。

### ゲーム
『Alliance of Valiant Arms』
ゲーム内兵科「スナイパー」の初期支給武器として登場。取り出しとリロードが非常に早く、主に中距離で威力を発揮する。カスタムすることにより性能を上げることも可能。また、「M24E1 ESR」が「XM2010 ESR」として登場。高い機動性と標準装備のサプレッサーが特徴だが、完全に音は消せず撃たれた際の警告も出るなど、多少難易度が高い銃となっている。
『BLACKSHOT』
ショップにて販売。
『PLAYERUNKNOWN'S BATTLEGROUNDS』
Kar98kの上位互換品として登場。実装当初は支援物資限定武器だったが、パッチにより通常スポーンに変更された。
『WarRock』
偵察兵の基本装備として登場。
『カウンターストライクオンライン』
課金アイテムとして販売。移動速度が速い。
『荒野行動』
物資として時々落ちている。レア武器として登場。単発の狙撃銃としては標準的な性能のM24。ヘッドショットが決まればLv3防具を装備している敵以外は一撃で撃破可能。
『コール オブ デューティシリーズ』
『CoD:MW』
「SP-R 208」の名称で登場。使用弾薬は7.62x51mm NATO弾だが、カスタマイズにて.300ノルマ・マグナムや.338ラプア・マグナムに変更できる。
『CoD:MWII』
7.62x51mm弾仕様が「SP-R 208」、軽量シャーシに組み込んだモデルが「SA-B 50」、.300 Win Mag仕様が「LA-B 330」、M2010が「SP-X 80」の名称で登場する。

『バトルフィールドシリーズ』
『BF2』
USMC狙撃兵で使用可能。
『BFBC』
アメリカ軍偵察兵の初期スナイパーライフルとして登場。
『BFBC2』
偵察兵のスナイパーライフルとして登場。デザインはM24だが、着脱式弾倉を備える。

『Fallout』
ハンティングライフルの名で登場。